# أنتوني كوهن
أنتوني كوهن (بالإنجليزية: Anthony Cohen)‏ هو عالم إنسان بريطاني، ولد في 1946.